# Kutasó
Kutasó è un comune dell'Ungheria di 112 abitanti (dati 2001). È situato nella contea di Nógrád.